# Rekurrenter Tensor
Rekurrente Tensoren oder rekurrente Tensorfelder finden im mathematischen Gebiet der Differentialgeometrie Verwendung.

## Definition
In der Differentialgeometrie wird ein rekurrenter Tensor wie folgt definiert: Sei {\displaystyle \nabla } ein Zusammenhang auf einer Mannigfaltigkeit M. Ein Tensor A (im Sinne eines Tensorfeldes) heißt rekurrent bezüglich des Zusammenhangs {\displaystyle \nabla }, falls es eine Einsform {\displaystyle \omega } auf M gibt, so dass
{\displaystyle \nabla A=\omega \otimes A}.

## Beispiele

### Parallele Tensoren
Beispiel für rekurrente Tensoren sind bezüglich eines Zusammenhangs parallele Tensoren ({\displaystyle \nabla A=0}).
Ein Beispiel für einen parallelen Tensor ist eine (semi-)riemannsche Metrik bezüglich ihres Levi-Civita-Zusammenhangs. Sei M also eine Mannigfaltigkeit mit Metrik g, so wird durch die Metrik der Levi-Civita-Zusammenhang {\displaystyle \nabla ^{LC}} definiert und aus der Definition folgt dann
{\displaystyle \nabla ^{LC}g=0}.
Ein weiteres Beispiel sind rekurrente Vektorfelder, wobei sich hier in besonderen Fällen aus rekurrenten Vektorfeldern parallele Vektorfelder ableiten lassen. Sei {\displaystyle (M,g)} dazu eine semiriemannsche Mannigfaltigkeit und {\displaystyle X} ein rekurrentes Vektorfeld mit
{\displaystyle \nabla X=\omega \otimes X},
so folgt aus {\displaystyle d\omega =0} ({\displaystyle \omega } geschlossen), dass sich {\displaystyle X} zu einem parallelen Vektorfeld umskalieren lässt. Insbesondere lässt sich jedes Vektorfelder mit nicht verschwindender Länge zu einem parallelen Vektorfeld umskalieren. Nicht parallele rekurrente Vektorfelder sind also insbesondere lichtartig.

### Metrischer Raum
Ein weiteres Beispiel für einen rekurrenten Tensor taucht im Zusammenhang mit Weylstrukturen auf. Historisch entstand die Weylstruktur aus Überlegungen von Hermann Weyl zu Eigenschaften der Parallelverschiebung von Vektoren und deren Länge. Aus der Forderung, eine Mannigfaltigkeit lokal affin beschreiben zu können, entsteht eine Bedingung an den mit der affinen Parallelverschiebung verbundenen Zusammenhang {\displaystyle \nabla }. Er muss torsionsfrei sein:
{\displaystyle T^{\nabla }(X,Y)=\nabla _{X}Y-\nabla _{Y}X-[X,Y]=0}.
Für die zusätzliche Parallelverschiebung der Metrik forderte er als spezielle Eigenschaft, dass zwar nicht die Länge, wohl aber das Längenverhältnis von parallelverschobenen Vektorfeldern erhalten bleibe. Der auf diese Weise definierte Zusammenhang {\displaystyle \nabla '} erfüllt dann die Eigenschaft
{\displaystyle \nabla 'g=\varphi \otimes g}
für eine Einsform {\displaystyle \varphi }. Insbesondere ist die Metrik also ein rekurrenter Tensor bezüglich {\displaystyle \nabla '}. Die so entstehende Mannigfaltigkeit {\displaystyle (M,g)} mit affinem Zusammenhang {\displaystyle \nabla } und rekurrenter Metrik g nannte Weyl nun metrischer Raum. Genau genommen betrachtete Weyl dabei nicht nur eine Metrik, sondern die konforme Struktur {\displaystyle [g]} über g. Dies kann wie folgt motiviert werden:
Unter einer konformen Änderung {\displaystyle g\rightarrow e^{\lambda }g} transformiert sich {\displaystyle \phi } in der Form {\displaystyle \varphi \rightarrow \varphi -d\lambda }, wodurch eine Abbildung {\displaystyle F:[g]\rightarrow \Lambda ^{1}(M)} auf der Mannigfaltigkeit {\displaystyle (M,[g])} mit konformer Struktur {\displaystyle [g]} induziert wird. Dazu fixiert man {\displaystyle g} und {\displaystyle \varphi }  und definiert:
{\displaystyle F(e^{\lambda }g):=\varphi -d\lambda }.
{\displaystyle F} erfüllt so die Bedingungen einer Weylstruktur:
{\displaystyle F(e^{\lambda }g)=F(g)-d\lambda }.